# Herluf Trolle (Schiff, 1899)
Das 1901 in Dienst gestellte dänische Küstenpanzerschiff Herluf Trolle war das Typschiff einer Serie von drei sehr ähnlichen Schiffen mit zwei 24-cm-Einzeltürmen vorne und achtern. Die Bemühungen der dänischen Marine, gleichartige Schiffe mit schwerer Artillerie zu erhalten, hatte endlich Erfolg, da sie 1904 mit der Olfert Fischer und 1910 mit der Peder Skram zwei weitere Schiffe erhielt. Der Plan noch ein weiteres Schiff (Niels Juel) mit einer stärkeren und moderneren Waffe zu erhalten, scheiterte durch den Ersten Weltkrieg, da Krupp die bestellten Waffen nicht lieferte.
1918 blieb die Herluf Trolle anfangs als einziges Küstenpanzerschiff weiterhin in Dienst. 1932 wurde sie zum Abbruch verkauft.
Das Schiff war benannt nach dem aus Schonen stammenden dänischen Admiral und Humanisten Herluf Trolle (1516–1565).

## Baugeschichte

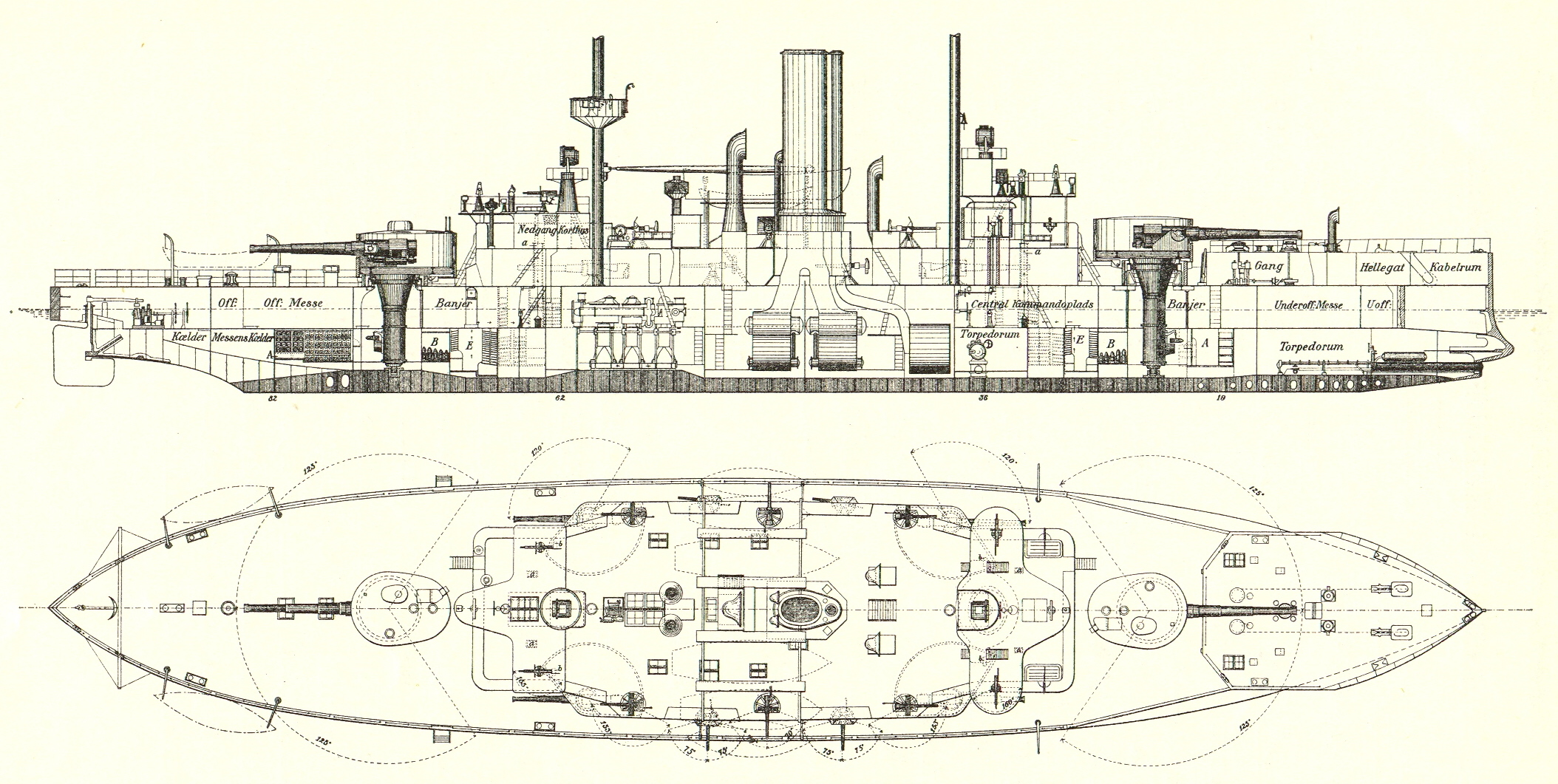
Plan der Herluf Trolle

Obwohl von der Größe der Iver Hvitfeldt vergleichbar, war die Herluf Trolle eine Weiterentwicklung der Skjold, allerdings mit zwei schweren Einzeltürmen, verstärkter Panzerung durch die Verwendung gehärteten Creusot-Stahls und verstärkter Maschinenleistung. Die größte Weiterentwicklung hatte es in den drei Jahren seit dem Stapellauf der Skjold im Bereich der Schiffsartillerie gegeben. Die 24 cm-Canet-Kanonen der Herluf Trolle hatten eine Reichweite von 11.500 m gegenüber den 9.800 m des Krupp-Vorläufermodells und eine Feuergeschwindigkeit von 1,3 Schuss je Minute gegenüber dem einen Schuss in zwei Minuten der Waffe der Skjold.
Die 15-cm-Kanonen hatten eine Reichweite von 10.300 m gegenüber den 7.300 m der Waffen auf der Skjold und eine Feuergeschwindigkeit von 6,5 Schuss gegenüber 5 Schuss. Allerdings waren diese Geschütze jetzt in Kasematten und nicht mehr in frei stehenden Türmen installiert, um die Maschinenräume nicht durch Magazine und Drehmechanismen einzuschränken. Dadurch standen die Waffen so tief, dass sie nur bei ruhiger See wirkungsvoll eingesetzt werden konnten.

## Einsatzgeschichte
Die Herluf Trolle kam am 7. Juni 1901 erstmals in Dienst und wickelte bis zum 20. Juli 1901 ihre Probefahrten ab. Ab dem 14. Juni 1902 machte sie bis zum Oktober des Jahres erstmals den Routinedienst einer aktiven Phase mit Einzelfahrten und Geschwadertraining.

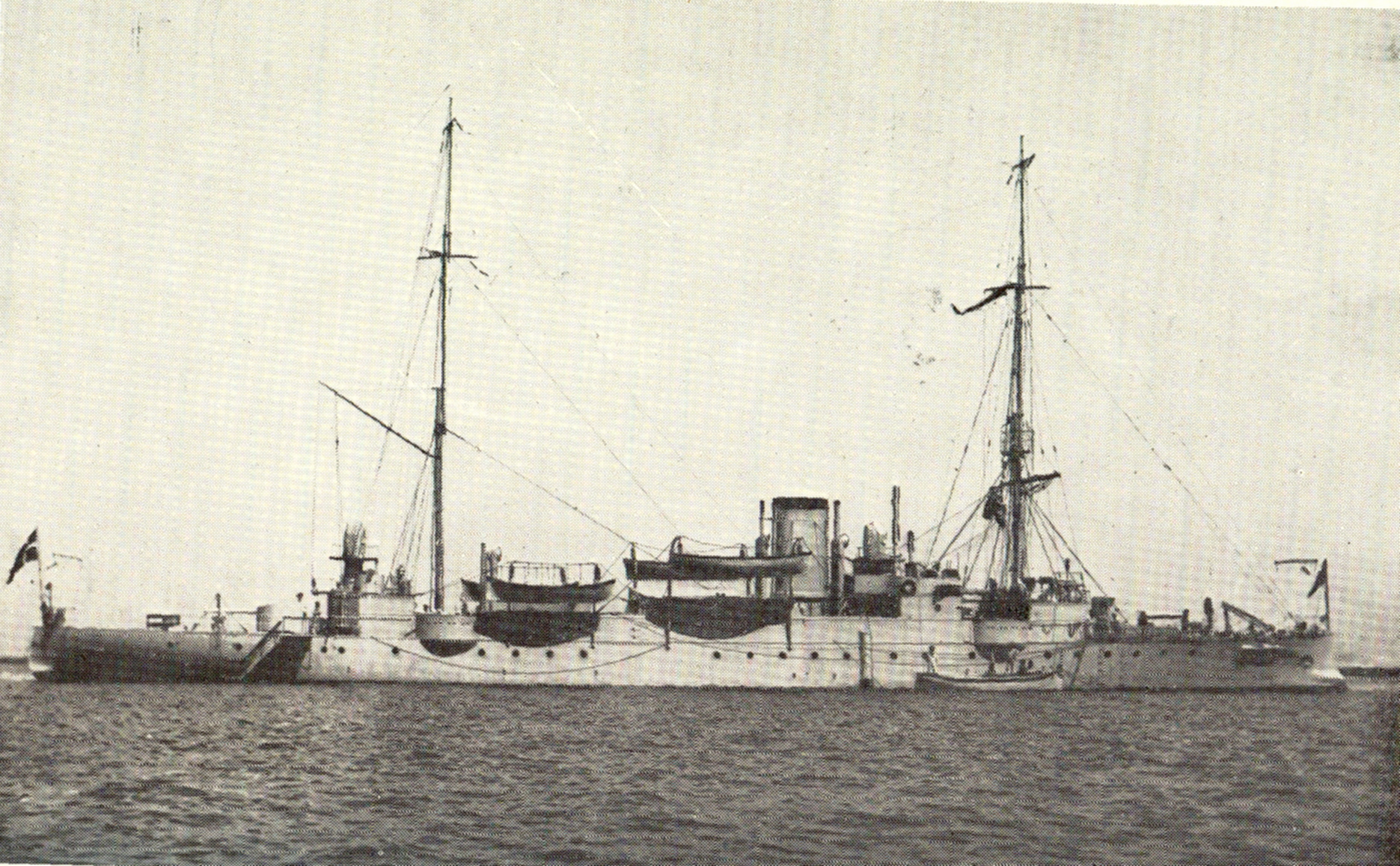
Der Kreuzer Hekla

1904 folgte die zweite Einsatzperiode, und 1906 begann die aktive Zeit im Juni mit einer Reise des dänischen Königs nach Drontheim zur Krönung seines Sohnes Carl als Haakon VII. von Norwegen.  Das Panzerschiff begleitete zusammen mit dem Kreuzer Hekla die Königsyacht Dannebrog. Das Schiff befand sich 1907 in der Hauptreparatur und nahm im Herbst noch am Geschwadermanöver teil. Weitere aktive Perioden gab es 1908 und 1910, wobei die Herluf Trolle diesmal auch im Winter in Dienst blieb und erst im Herbst 1911 wieder außer Dienst gestellt wurde. 1913/1914 folgte eine zweite Einsatzphase, die wieder den Winter einschloss. Zum Wintergeschwader gehörte auch der Kreuzer Hejmdal als Kadettenschulschiff.
Am 1. August 1914 begann die Neutralitätswache der dänischen Marine, die für die Herluf Trolle erst am 28. Februar 1919 als letztem Küstenpanzerschiff endete. Die drei Schiffe der Herluf-Trolle-Klasse wechselten während dieser Zeit mehrfach ihre Aufgaben zwischen dem 1. Geschwader am Öresund, dem 2. Geschwader am Großen Belt und dem Dienst als Flaggschiff.
Am 17. August 1922 wurde die Herluf Trolle der Reserve zugewiesen. 1930 kam das Schiff letztmals zum Einsatz; es diente als Artillerieschulschiff der Unteroffiziersschule und nochmals als Flaggschiff des Übungsgeschwaders.
1932 wurde die Herluf Trolle zum Abbruch verkauft, nachdem die Waffen und andere Ausrüstungsteile im Marinestützpunkt Holmen demontiert worden waren. Der Rumpf wurde 1934 in Dänemark verschrottet, während die Waffen 1939 noch vorhanden und im Kongelundsfortet auf Amager aufgestellt waren. Im Zweiten Weltkrieg beschlagnahmten die Deutschen die Waffen und stellten sie in Küstenbatterien bei Gniben und Sjællands Odde auf. Die 24-cm-Kanonen wurden 1947–48 verschrottet.

## Die dänischen Küstenpanzerschiffe
| Name           | Stapellauf         | Verdrängung | Geschwindigkeit | Hauptbewaffnung  |
| -------------- | ------------------ | ----------- | --------------- | ---------------- |
| Tordenskjold   | 30. September 1880 | 2.534 t     | 13,3 kn         | 1 × 35,5 cm L/25 |
| Iver Hvitfeldt | 14. April 1886     | 3.478 t     | 15,1 kn         | 2 × 26 cm L/35   |
| Skjold         | 8. Mai 1896        | 2.195 t     | 13,4 kn         | 1 × 24 cm L/40   |
| Herluf Trolle  | 2. September 1899  | 3.505 t     | 15,6 kn         | 2 × 24 cm L/40   |
| Olfert Fischer | 9. Mai 1903        | 3.650 t     | 15,8 kn         | 2 × 24 cm L/43   |
| Peder Skram    | 2. Mai 1908        | 3.735 t     | 16,0 kn         | 2 × 24 cm L/43   |

## Erneute Verwendung des NamensHerluf Trolle

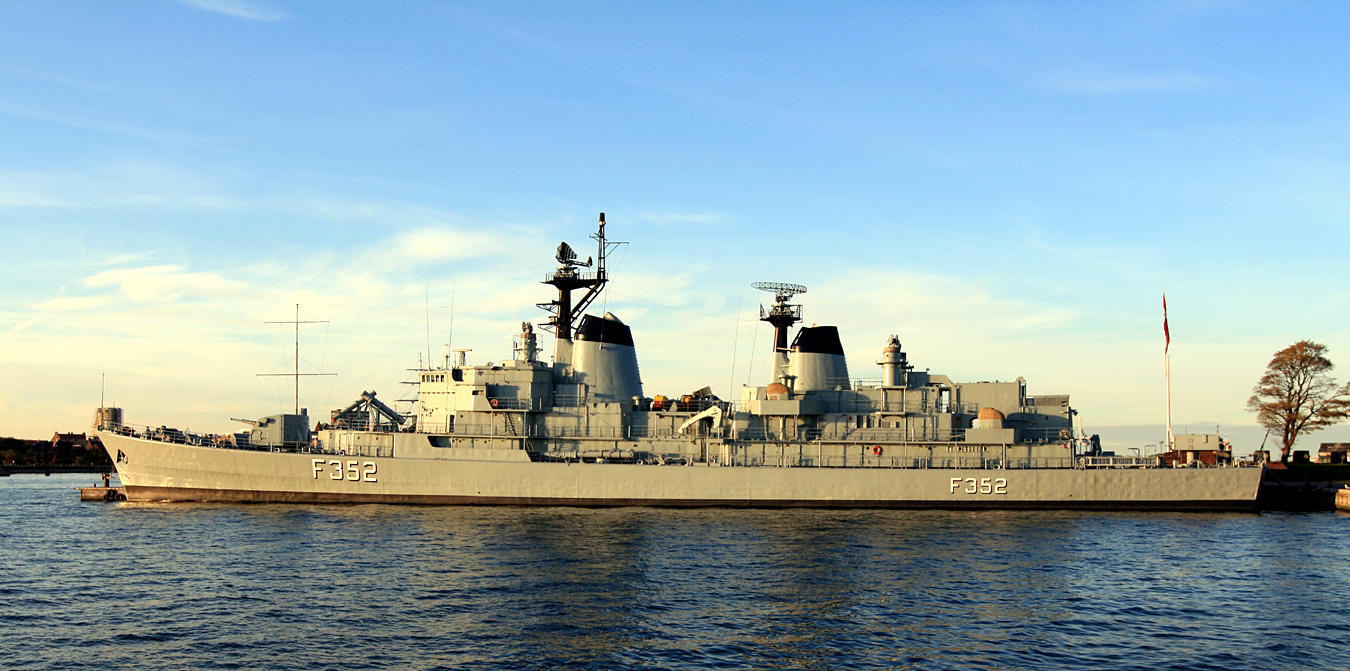
Die Fregatte Peder Skram

Von 1967 bis 1990 hatte die dänische Marine die Fregatte Herluf Trolle von 2371 t im Dienst. Es waren zwei Fregatten dieses Typs vorhanden; das Typschiff Peder Skram ist als Museumsschiff in der Marinestation Holmen in Kopenhagen erhalten.